# Zachobiella hainanensis
Zachobiella hainanensis är en insektsart som beskrevs av Banks 1939. Zachobiella hainanensis ingår i släktet Zachobiella och familjen florsländor. Inga underarter finns listade i Catalogue of Life.